# La Paz Fútbol Club
Il La Paz Fútbol Club era una società calcistica boliviana, con sede a La Paz. Milita nella Liga de Fútbol Profesional Boliviano, la massima serie del calcio boliviano.

## Storia
Fondato nel 1989, ha assunto per un periodo la denominazione di Atlético González; ha partecipato al turno preliminare della Coppa Libertadores 2008.

## Palmarès

### Competizioni nazionali
- Liga Nacional B: 1

2003

### Altri piazzamenti
- Campionato boliviano:

Secondo posto: Apertura 2008
Terzo posto: Apertura 2007

## Statistiche

### Risultati nelle competizioni CONMEBOL
- Coppa Libertadores: 1 partecipazioni

2008: Turno preliminare
- Coppa Sudamericana: 1 partecipazioni

2009: Fase preliminare

## Rosa Attuale
| N. |                        | Ruolo | Calciatore           |
| -- | ---------------------- | ----- | -------------------- |
| 1  | Brasile (bandiera)     | P     | Mauro Machado        |
| 2  | Bolivia (bandiera)     | D     | Miguel Hurtado       |
| 3  | Colombia (bandiera)    | D     | Diomedes Peña        |
| 4  | Bolivia (bandiera)     | D     | Antonio Moises Rocha |
| 5  | Colombia (bandiera)    | A     | Andrés Guapacha      |
| 6  | Bolivia (bandiera)     | C     | Edgar Olivares       |
| 7  | Stati Uniti (bandiera) | D     | Kyle Zenoni          |
| 7  | Bolivia (bandiera)     | D     | Simon Bastos         |
| 8  | Bolivia (bandiera)     | C     | Helmuth Gutierrez    |
| 9  | Bolivia (bandiera)     | A     | Eduardo Fierro       |
| 10 | Bolivia (bandiera)     | C     | Julio César Cortéz   |
| 11 | Brasile (bandiera)     | A     | Régis de Souza       |
| 12 | Bolivia (bandiera)     | C     | Didí Torrico         |
| 13 | Perù (bandiera)        | D     | Adolfo Carrasco      |

| N. |                     | Ruolo | Calciatore             |
| -- | ------------------- | ----- | ---------------------- |
| 14 | Bolivia (bandiera)  | C     | Jenry Alaca            |
| 16 | Bolivia (bandiera)  | D     | Miguel Angel Hurtado   |
| 17 | Bolivia (bandiera)  | D     | Juan Carlos Paz Garcia |
| 18 | Bolivia (bandiera)  | P     | Gustavo Gois de Lira   |
| 19 | Bolivia (bandiera)  | A     | Sergio Suárez          |
| 20 | Bolivia (bandiera)  | D     | Edgar Clavijo          |
| 21 | Bolivia (bandiera)  | P     | Jose Peñarrieta        |
| 22 | Bolivia (bandiera)  | A     | Augusto Andaveris      |
| 23 | Bolivia (bandiera)  | D     | Romulo Alaca           |
| 24 | Colombia (bandiera) | C     | José Mauricio Pinilla  |
| 25 | Bolivia (bandiera)  | A     | Erland Alvarez         |
| 26 | Bolivia (bandiera)  | A     | Alain Nino de Guzman   |
| 27 | Bolivia (bandiera)  | A     | Carlos Vargas          |